# Editas Medicine
Editas Medicine, ehemals Gengine, Inc., ist ein US-amerikanisches Biotechnologieunternehmen, das an Therapien auf der Grundlage der CRISPR/Cas-Methode forscht. Editas hat seinen Sitz in Cambridge, Massachusetts, und verfügt über Forschungseinrichtungen in Boulder, Colorado.

## Geschichte
Editas wurde ursprünglich unter dem Namen Gengine, Inc. im September 2013 von Feng Zhang vom Broad Institute, Jennifer Doudna von der University of California, Berkeley, und George Church, David Liu und J. Keith Joung von der Harvard University gegründet und von Risikokapitalgebern finanziert; der Name wurde zwei Monate später in den aktuellen Namen Editas Medicine geändert. Doudna verließ das Unternehmen im Juni 2014 wegen rechtlicher Differenzen über das geistige Eigentum an Cas9.
Im August 2015 erhielt das Unternehmen in einer Finanzierungsrunde 120 Millionen US-Dollar von Bill Gates und weiteren Investoren. Am 2. Februar 2016 ging das Unternehmen an die Börse, wobei es 94 Millionen US-Dollar einnahm.
Im März 2020 hat Editas in Zusammenarbeit mit Allergan als erstes Unternehmen versucht, mit dem CRISPR-Verfahren DNA im Körper eines Menschen (in vivo) zu verändern. Im Rahmen der klinischen Studie erhielt ein Patient, der aufgrund der Leberschen kongenitalen Amaurose fast blind war, eine intravitreale Injektion mit einem harmlosen Virus, das die CRISPR-Anweisungen zur Genmanipulation trug. Auch an Therapien zur Heilung von Sichelzellkrankheit forscht das Unternehmen. Im Januar 2021 teilte das Unternehmen mit, dass es von der Food and Drug Administration die Genehmigung für Klinische Studien der Phase 1 erhalten habe.